# 1986 في أوغندا
فيما يلي قوائم الأحداث التي وقعت خلال عام 1986 في أوغندا.

## سياسة

### تعيين في المنصب
- 29 يناير – يوري موسفني رئيس أوغندا [الإنجليزية]‏.

### انتهاء فترة المنصب
- 26 يناير – تيتو أوكيلو رئيس أوغندا [الإنجليزية]‏.

## رياضة
- 1 يناير – دوري السوبر الأوغندي 1986 الفائز نادي ناكيفوبو فيلا.
- 1 يناير – كأس أوغندا 1986 الفائز نادي ناكيفوبو فيلا.

## مواليد

### فبراير
- 19 فبراير – غيوفري ماسا لاعب كرة قدم أوغندي.

### ديسمبر
- 12 ديسمبر – براين أوموني لاعب كرة قدم أوغندي.
- 15 ديسمبر – توني ماويج لاعب كرة قدم أوغندي.